# Asiagomphus cuneatus
Asiagomphus cuneatus – gatunek ważki z rodziny gadziogłówkowatych (Gomphidae). Występuje w Chinach.